# Kathleen Kinmont
Kathleen Kinmont est une actrice et productrice américaine née le 3 février 1965 à Los Angeles. Elle est la fille de l'actrice Abby Dalton.

## Biographie
Elle est surtout connue pour le rôle de Cheyenne Phillipps dans la série Le Rebelle. Elle a été l'épouse de Lorenzo Lamas de 1989 à 1993.

## Filmographie

### Cinéma
- 1984 : Hardbodies : Pretty Skater
- 1985 : Vacances de folie (Fraternity Vacation) : Marianne
- 1987 : Winners Take All : Une fille à la fête
- 1987 : Nightforce : Cindy
- 1988 : Phoenix the Warrior : Phoenix
- 1988 : Halloween 4 : Le Retour de Michael Myers : Kelly Meeker
- 1989 : Terreur sur le campus : Julie Ann McGuffin
- 1989 : Snake Eater II: The Drug Buster : Det. Lisa Forester
- 1989 : Re-Animator 2 : Gloria
- 1989 : Roller Blade Warriors: Taken by Force : Karin Crosse
- 1991 : The Art of Dying : Holly
- 1992 : Final Impact : Maggie
- 1992 : CIA : nom de code Alexa : Alexa
- 1992 : Sweet Justice : Heather
- 1993 : Avec les compliments d'Alexa : Alexa
- 1994 : Final Round : Jordan
- 1995 : Texas Payback : Angela
- 1995 : Stormswept : Missy
- 1996 : Punctul zero : Brigitte
- 1996 : That Thing You Do! : La secrétaire de Koss
- 1996 : Dead of Night : Katherine
- 1997 : Charmante promotion : Nicole Landon
- 1997 : Stranger in the House : Dorothy Liddell
- 2001 : Gangland : Alexis
- 2002 : Témoin mis à nu : Det. Holly McGee
- 2002 : Psychotic : Natalie Montana
- 2005 : Lime Salted Love : Dr. Lina Baxter
- 2008 : Prank : Kat
- 2011 : Monsterpiece Theatre Volume 1 : Lily Stevens (segment "Rottentail")
- 2016 : Bunkmates (court-métrage) : Ethel Barns
- 2019 : The Silent Natural : Mrs. McCall
- 2019 : Ernesto's Manifesto : Barbara

### Télévision
- 1965 : The Joey Bishop Show  (série TV) (1 épisode) : Le bébé
- 1984 : L'Homme au katana  (série TV) (1 épisode) : Le mannequin
- 1984 : Santa Barbara  (série TV) : Marilyn Cassidy
- 1991 : Dallas  (série TV) (1 épisode) : Cookie
- 1992-1996 : Le Rebelle  (série TV) (87 épisodes) : Cheyenne Phillips
- 1994 : Alerte à Malibu (série TV) (Saison 5 - Episode 7) : Morgan Christopher
- 1997- 1999 : Les Dessous de Palm Beach  (série TV) (3 épisodes) : Charlene Ballard
- 1998 : Le Héros de la patrouille (Téléfilm)
- 1999 : Mortal Kombat  (série TV) (1 épisode) : Dion
- 2001 : VIP  (série TV) (1 épisode) : Agent Madison
- 2002 : Des jours et des vies  (série TV) (2 épisodes) : Dr. Richards
- 2013 : BFF Ent Variety Comedy (Téléfilm)
- 2018 : Pensées interdites (Téléfilm) : Beth Wilkinson
- 2019 : Zoe Valentine  (série TV) (4 épisodes) : Liz
- 2019 : L'amour sonne à Noël (Téléfilm) : Gayle Donnelly
- 2021 : Phoenix  (série TV) (6 épisodes) : Rebecca Stout

### Productrice
- 2011 : Video Breakups (court-métrage)
- 2012 : The Perfection of Anna (court-métrage)
- 2012 : The Adventures of Soap Man (court-métrage)
- 2013 : BFF Ent Variety Comedy (Téléfilm)
- 2013 : Mrs. Sweeney (court-métrage)
- 2014 : Fame Game (série télévisée)
- 2021 : Phoenix  (série télévisée)